# Municipio de Prairie View (Dakota del Sur)
El municipio de Prairie View (en inglés: Prairie View Township) es un municipio ubicado en el condado de Corson en el estado estadounidense de Dakota del Sur. En el año 2010 tenía una población de 17 habitantes y una densidad poblacional de 0,18 personas por km².

## Geografía
El municipio de Prairie View se encuentra ubicado en las coordenadas 45°51′57″N 101°30′41″O / 45.86583, -101.51139. Según la Oficina del Censo de los Estados Unidos, el municipio tiene una superficie total de 92.92 km², de la cual 92,57 km² corresponden a tierra firme y (0,37 %) 0,34 km² es agua.

## Demografía
Según el censo de 2010, había 17 personas residiendo en el municipio de Prairie View. La densidad de población era de 0,18 hab./km². De los 17 habitantes, el municipio de Prairie View estaba compuesto por el 100 % blancos. Del total de la población el 0 % eran hispanos o latinos de cualquier raza.